# Hlul
Hlul (tiếng Ả Rập: حلول) là một ngôi làng Syria nằm ở Muhambal Nahiyah ở huyện Ariha, Idlib. Theo Cục Thống kê Trung ương Syria (CBS), Hlul có dân số 794 người trong cuộc điều tra dân số năm 2004.